# EHF Champions League 2025-2026 (fase a gironi)
La fase a gironi della EHF Champions League 2025-2026 si disputerà tra il 10 settembre 2025 e il 12 marzo 2026. Parteciperanno a questa fase della competizione 16 club: 12 di essi si qualificheranno alla successiva fase a eliminazione diretta, che condurrà alla finale di Colonia del 14 giugno 2026.

## Formato
Le sedici squadre sono divise in due gruppi da otto componenti ciascuno; viene disputato un girone all'italiana, con partite di andata e ritorno. Al termine delle gare del girone, le prime due classificate si qualificano direttamente ai quarti di finale, le squadre classificatesi dal terzo al sesto posto invece disputano gli ottavi di finale. 

## Squadre partecipanti
Sono rappresentate undici federazioni nazionali appartenenti all'EHF.
| Ammesse direttamente | Ammesse direttamente | Ammesse direttamente | Ammesse direttamente |
| -------------------- | -------------------- | -------------------- | -------------------- |
| Zagabria             | Aalborg              | Barcellona           |                      |
| Paris-Saint Germain  | Füchse Berlino       | Magdeburgo           |                      |
| Veszprém             | Wisła Płock          | Sporting CP          |                      |
| Dinamo Bucarest      |                      |                      |                      |
| Ammesse su invito    |                      |                      |                      |
| GOG                  | Nantes               | Pick Szeged          |                      |
| Pelister             | Kolstad              | Kielce               |                      |

## Sorteggio
Il 26 giugno l'EHF ha reso noto le fasce d'estrazione: le sedici squadre sono state divise in tre diverse fasce. Il 27 giugno si è tenuto il sorteggio nella sede di Vienna.
| Prima fascia                                                               | Seconda fascia                           | Terza fascia                                          |
| -------------------------------------------------------------------------- | ---------------------------------------- | ----------------------------------------------------- |
| Füchse Berlino Barcellona Paris-Saint Germain Aalborg Wisła Płock Veszprém | Magdeburgo GOG Nantes Kielce Pick Szeged | Dinamo Bucarest Sporting CP Zagabria Pelister Kolstad |

## Risultati

### Girone A
| Pos | Squadra         | G | V | N | P | GF | GS | DG | Pt | Qualificazione |
| --- | --------------- | - | - | - | - | -- | -- | -- | -- | -------------- |
| 1   | Aalborg         | 0 | 0 | 0 | 0 | 0  | 0  | 0  | 0  | Quarti         |
| 2   | Füchse Berlino  | 0 | 0 | 0 | 0 | 0  | 0  | 0  | 0  | Quarti         |
| 3   | Veszprém        | 0 | 0 | 0 | 0 | 0  | 0  | 0  | 0  | Playoff        |
| 4   | Kielce          | 0 | 0 | 0 | 0 | 0  | 0  | 0  | 0  | Playoff        |
| 5   | Nantes          | 0 | 0 | 0 | 0 | 0  | 0  | 0  | 0  | Playoff        |
| 6   | Sporting CP     | 0 | 0 | 0 | 0 | 0  | 0  | 0  | 0  | Playoff        |
| 7   | Dinamo Bucarest | 0 | 0 | 0 | 0 | 0  | 0  | 0  | 0  |                |
| 8   | Kolstad         | 0 | 0 | 0 | 0 | 0  | 0  | 0  | 0  |                |

| Bucarest 10 settembre 2025, ore 18:45 | Dinamo Bucarest | – | Sporting CP | Sala Polivalentă din București |

| Aalborg 10 settembre 2025, ore 18:45 | Aalborg | – | Veszprém | Gigantium |

| Nantes 11 settembre 2025, ore 20:45 | Nantes | – | Füchse Berlino | H Arena |

| Kielce 11 settembre 2025, ore 20:45 | Kielce | – | Kolstad | Hala Legionów |

| Trondheim 17 settembre 2025, ore 18:45 | Kolstad | – | Dinamo Bucarest | Trondheim Spektrum |

| Berlino 18 settembre 2025, ore 18:45 | Füchse Berlino | – | Aalborg | Max-Schmeling-Halle |

| Veszprém 18 settembre 2025, ore 18:45 | Veszprém | – | Nantes | Veszprém Aréna |

| Lisbona 18 settembre 2025, ore 20:45 | Sporting CP | – | Kielce | Pavilhão João Rocha |

| Bucarest 24 settembre 2025, ore 18:45 | Dinamo Bucarest | – | Veszprém | Sala Polivalentă din București |

| Aalborg 24 settembre 2025, ore 18:45 | Aalborg | – | Sporting CP | Gigantium |

| Nantes 24 settembre 2025, ore 20:45 | Nantes | – | Kolstad | H Arena |

| Kielce 25 settembre 2025, ore 18:45 | Kielce | – | Füchse Berlino | Hala Legionów |

| Lisbona 8 ottobre 2025, ore 20:45 | Sporting CP | – | Nantes | Pavilhão João Rocha |

| Trondheim 9 ottobre 2025, ore 20:45 | Kolstad | – | Aalborg | Trondheim Spektrum |

| Veszprém 9 ottobre 2025, ore 18:45 | Veszprém | – | Kielce | Veszprém Aréna |

| Berlino 9 ottobre 2025, ore 20:45 | Füchse Berlino | – | Dinamo Bucarest | Max-Schmeling-Halle |

| Aalborg 15 ottobre 2025, ore 18:45 | Aalborg | – | Dinamo Bucarest | Gigantium |

| Berlino 16 ottobre 2025, ore 20:45 | Füchse Berlino | – | Kolstad | Max-Schmeling-Halle |

| Kielce 16 ottobre 2025, ore 20:45 | Kielce | – | Nantes | Hala Legionów |

| Lisbona 16 ottobre 2025, ore 20:45 | Sporting CP | – | Veszprém | Pavilhão João Rocha |

| Trondheim 22 ottobre 2025, ore 18:45 | Kolstad | – | Sporting CP | Trondheim Spektrum |

| Nantes 22 ottobre 2025, ore 20:45 | Nantes | – | Aalborg | H Arena |

| Veszprém 23 ottobre 2025, ore 18:45 | Veszprém | – | Füchse Berlino | Veszprém Aréna |

| Bucarest 23 ottobre 2025, ore 18:45 | Dinamo Bucarest | – | Kielce | Sala Polivalentă din București |

| Trondheim 12 novembre 2025, ore 18:45 | Kolstad | – | Veszprém | Trondheim Spektrum |

| Kielce 13 novembre 2025, ore 18:45 | Kielce | – | Aalborg | Hala Legionów |

| Lisbona 13 novembre 2025, ore 20:45 | Sporting CP | – | Füchse Berlino | Pavilhão João Rocha |

| Nantes 13 novembre 2025, ore 20:45 | Nantes | – | Dinamo Bucarest | H Arena |

| Aalborg 19 novembre 2025, ore 18:45 | Aalborg | – | Kielce | Gigantium |

| Veszprém 19 novembre 2025, ore 18:45 | Veszprém | – | Kolstad | Veszprém Aréna |

| Bucarest 20 novembre 2025, ore 18:45 | Dinamo Bucarest | – | Nantes | Sala Polivalentă din București |

| Berlino 20 novembre 2025, ore 20:45 | Füchse Berlino | – | Sporting CP | Max-Schmeling-Halle |

| Aalborg 26 novembre 2025, ore 18:45 | Aalborg | – | Nantes | Gigantium |

| Kielce 26 novembre 2025, ore 18:45 | Kielce | – | Dinamo Bucarest | Hala Legionów |

| Lisbona 27 novembre 2025, ore 20:45 | Sporting CP | – | Kolstad | Pavilhão João Rocha |

| Berlino 27 novembre 2025, ore 20:45 | Füchse Berlino | – | Veszprém | Max-Schmeling-Halle |

| Bucarest 3 dicembre 2025, ore 18:45 | Dinamo Bucarest | – | Aalborg | Sala Polivalentă din București |

| Trondheim 4 dicembre 2025, ore 18:45 | Kolstad | – | Füchse Berlino | Trondheim Spektrum |

| Veszprém 4 dicembre 2025, ore 18:45 | Veszprém | – | Sporting CP | Veszprém Aréna |

| Nantes 4 dicembre 2025, ore 20:45 | Nantes | – | Kielce | H Arena |

| Aalborg 18-19 febbraio 2026 | Aalborg | – | Kolstad | Gigantium |

| Kielce 18-19 febbraio 2026 | Kielce | – | Veszprém | Hala Legionów |

| Bucarest 18-19 febbraio 2026 | Dinamo Bucarest | – | Füchse Berlino | Sala Polivalentă din București |

| Nantes 18-19 febbraio 2026 | Nantes | – | Sporting CP | H Arena |

| Lisbona 25-26 febbraio 2026 | Sporting CP | – | Aalborg | Pavilhão João Rocha |

| Trondheim 25-26 febbraio 2026 | Kolstad | – | Nantes | Trondheim Spektrum |

| Berlino 25-26 febbraio 2026 | Füchse Berlino | – | Kielce | Max-Schmeling-Halle |

| Veszprém 25-26 febbraio 2026 | Veszprém | – | Dinamo Bucarest | Veszprém Aréna |

| Bucarest 4-5 marzo 2026 | Dinamo Bucarest | – | Kolstad | Sala Polivalentă din București |

| Nantes 4-5 marzo 2026 | Nantes | – | Veszprém | H Arena |

| Kielce 4-5 marzo 2026 | Kielce | – | Sporting CP | Hala Legionów |

| Aalborg 4-5 marzo 2026 | Aalborg | – | Füchse Berlino | Gigantium |

| Trondheim 11-12 marzo 2026 | Kolstad | – | Kielce | Trondheim Spektrum |

| Veszprém 11-12 marzo 2026 | Veszprém | – | Aalborg | Veszprém Aréna |

| Lisbona 11-12 marzo 2026 | Sporting CP | – | Dinamo Bucarest | Pavilhão João Rocha |

| Berlino 11-12 marzo 2026 | Füchse Berlino | – | Nantes | Max-Schmeling-Halle |

### Girone B
| Pos | Squadra             | G | V | N | P | GF | GS | DG | Pt | Qualificazione |
| --- | ------------------- | - | - | - | - | -- | -- | -- | -- | -------------- |
| 1   | Wisła Płock         | 0 | 0 | 0 | 0 | 0  | 0  | 0  | 0  | Quarti         |
| 2   | Barcellona          | 0 | 0 | 0 | 0 | 0  | 0  | 0  | 0  | Quarti         |
| 3   | Paris-Saint Germain | 0 | 0 | 0 | 0 | 0  | 0  | 0  | 0  | Playoff        |
| 4   | GOG                 | 0 | 0 | 0 | 0 | 0  | 0  | 0  | 0  | Playoff        |
| 5   | Magdeburgo          | 0 | 0 | 0 | 0 | 0  | 0  | 0  | 0  | Playoff        |
| 6   | Pick Szeged         | 0 | 0 | 0 | 0 | 0  | 0  | 0  | 0  | Playoff        |
| 7   | Zagabria            | 0 | 0 | 0 | 0 | 0  | 0  | 0  | 0  |                |
| 8   | Pelister            | 0 | 0 | 0 | 0 | 0  | 0  | 0  | 0  |                |

| Magdeburgo 10 settembre 2025, ore 20:45 | Magdeburgo | – | Paris-Saint Germain | GETEC Arena |

| Bitola 10 settembre 2025, ore 20:45 | Pelister | – | Zagabria | Palazzo dello sport Boro Čurlevski |

| Seghedino 11 settembre 2025, ore 18:45 | Pick Szeged | – | Wisła Płock | Pick Árena |

| Barcellona 11 settembre 225, ore 20:45 | Barcellona | – | GOG | Palau Blaugrana |

| Svendborg 17 settembre 2025, ore 18:45 | GOG | – | Pick Szeged | Arena Svendborg |

| Płock 17 settembre 2025, ore 20:45 | Wisła Płock | – | Zagabria | Orlen Arena |

| Parigi 18 settembre 2025, ore 20:45 | Paris-Saint Germain | – | Pelister | Stadio Pierre de Coubertin |

| Barcellona 18 settembre 2025, ore 20:45 | Barcellona | – | Magdeburgo | Palau Blaugrana |

| Bitola 24 settembre 2025, ore 20:45 | Pelister | – | GOG | Palazzo dello sport Boro Čurlevski |

| Seghedino 25 settembre 2025, ore 18:45 | Pick Szeged | – | Paris-Saint Germain | Pick Árena |

| Zagabria 25 settembre 2025, ore 18:45 | Zagabria | – | Barcellona | Arena Zagreb |

| Magdeburgo 25 settembre 2025, ore 20:45 | Magdeburgo | – | Wisła Płock | GETEC Arena |

| Płock 8 ottobre 2025, ore 18:45 | Wisła Płock | – | Pelister | Orlen Arena |

| Svendborg 8 ottobre 2025, ore 18:45 | GOG | – | Magdeburgo | Arena Svendborg |

| Parigi 9 ottobre 2025, ore 20:45 | Paris-Saint Germain | – | Zagabria | Stadio Pierre de Coubertin |

| Barcellona 9 ottobre 2025, ore 20:45 | Barcellona | – | Pick Szeged | Palau Blaugrana |

| Bitola 15 ottobre 2025, ore 20:45 | Pelister | – | Barcellona | Palazzo dello sport Boro Čurlevski |

| Seghedino 15 ottobre 2025, ore 20:45 | Pick Szeged | – | Magdeburgo | Pick Árena |

| Płock 15 ottobre 2025, ore 20:45 | Wisła Płock | – | Paris-Saint Germain | Orlen Arena |

| Zagabria 16 ottobre 2025, ore 18:45 | Zagabria | – | GOG | Arena Zagreb |

| Zagabria 22 ottobre 2025, ore 18:45 | Zagabria | – | Pick Szeged | Arena Zagreb |

| Magdeburgo 23 ottobre 2025, ore 20:45 | Magdeburgo | – | Pelister | GETEC Arena |

| Płock 23 ottobre 2025, ore 20:45 | Wisła Płock | – | Barcellona | Orlen Arena |

| Parigi 23 ottobre 2025, ore 20:45 | Paris-Saint Germain | – | GOG | Stadio Pierre de Coubertin |

| Svendborg 12 novembre 2025, ore 18:45 | GOG | – | Paris-Saint Germain | Arena Svendborg |

| Magdeburgo 12 novembre 2025, ore 20:45 | Magdeburgo | – | Zagabria | GETEC Arena |

| Bitola 12 novembre 2025, ore 20:45 | Pelister | – | Pick Szeged | Palazzo dello sport Boro Čurlevski |

| Barcellona 13 novembre 2025, ore 20:45 | Barcellona | – | Wisła Płock | Palau Blaugrana |

| Zagabria 19 novembre 2025, ore 18:45 | Zagabria | – | Magdeburgo | Arena Zagreb |

| Parigi 19 novembre 2025, ore 20:45 | Paris-Saint Germain | – | Barcellona | Stadio Pierre de Coubertin |

| Seghedino 20 novembre 2025, ore 20:45 | Pick Szeged | – | Pelister | Pick Árena |

| Svendborg 20 novembre 2025, ore 18:45 | GOG | – | Wisła Płock | Arena Svendborg |

| Bitola 26 novembre 2025, ore 20:45 | Pelister | – | Magdeburgo | Palazzo dello sport Boro Čurlevski |

| Svendborg 27 novembre 2025, ore 18:45 | GOG | – | Barcellona | Arena Svendborg |

| Seghedino 27 novembre 2025, ore 18:45 | Pick Szeged | – | Zagabria | Pick Árena |

| Parigi 27 novembre 2025, ore 20:45 | Paris-Saint Germain | – | Wisła Płock | Stadio Pierre de Coubertin |

| Zagabria 3 dicembre 2025, ore 18:45 | Zagabria | – | Pelister | Arena Zagreb |

| Barcellona 3 dicembre 2025, ore 20:45 | Barcellona | – | Paris-Saint Germain | Palau Blaugrana |

| Płock 4 dicembre 2025, ore 18:45 | Wisła Płock | – | GOG | Orlen Arena |

| Magdeburgo 4 dicembre 2025, ore 20:45 | Magdeburgo | – | Pick Szeged | GETEC Arena |

| Bitola 18-19 febbraio 2026 | Pelister | – | Wisła Płock | Palazzo dello sport Boro Čurlevski |

| Zagabria 18-19 febbraio 2026 | Zagabria | – | Paris-Saint Germain | Arena Zagreb |

| Seghedino 18-19 febbraio 2026 | Pick Szeged | – | Barcellona | Pick Árena |

| Magdeburgo 18-19 febbraio | Magdeburgo | – | Pick Szeged | GETEC Arena |

| Płock 25-26 febbraio 2026 | Wisła Płock | – | Magdeburgo | Orlen Arena |

| Parigi 25-26 febbraio 2026 | Paris-Saint Germain | – | Pick Szeged | Stadio Pierre de Coubertin |

| Barcellona 25-26 febbraio 2026 | Barcellona | – | Zagabria | Palau Blaugrana |

| Svendborg 25-26 febbraio 2026 | GOG | – | Pelister | Arena Svendborg |

| Zagabria 4-5 marzo 2026 | Zagabria | – | Wisła Płock | Arena Zagreb |

| Bitola 4-5 marzo 2026 | Pelister | – | Paris-Saint Germain | Palazzo dello sport Boro Čurlevski |

| Magdeburgo 4-5 marzo 2026 | Magdeburgo | – | Barcellona | GETEC Arena |

| Seghedino 4-5 marzo 2026 | Pick Szeged | – | GOG | Pick Árena |

| Parigi 11-12 marzo 2026 | Paris-Saint Germain | – | Magdeburgo | Stadio Pierre de Coubertin |

| Płock 11-12 marzo 2026 | Wisła Płock | – | Pick Szeged | Orlen Arena |

| Svendborg 11-12 marzo 2026 | GOG | – | Zagabria | Arena Svendborg |

| Barcellona 11-12 marzo 2026 | Barcellona | – | Pelister | Palau Blaugrana |